# 비엣젯 항공

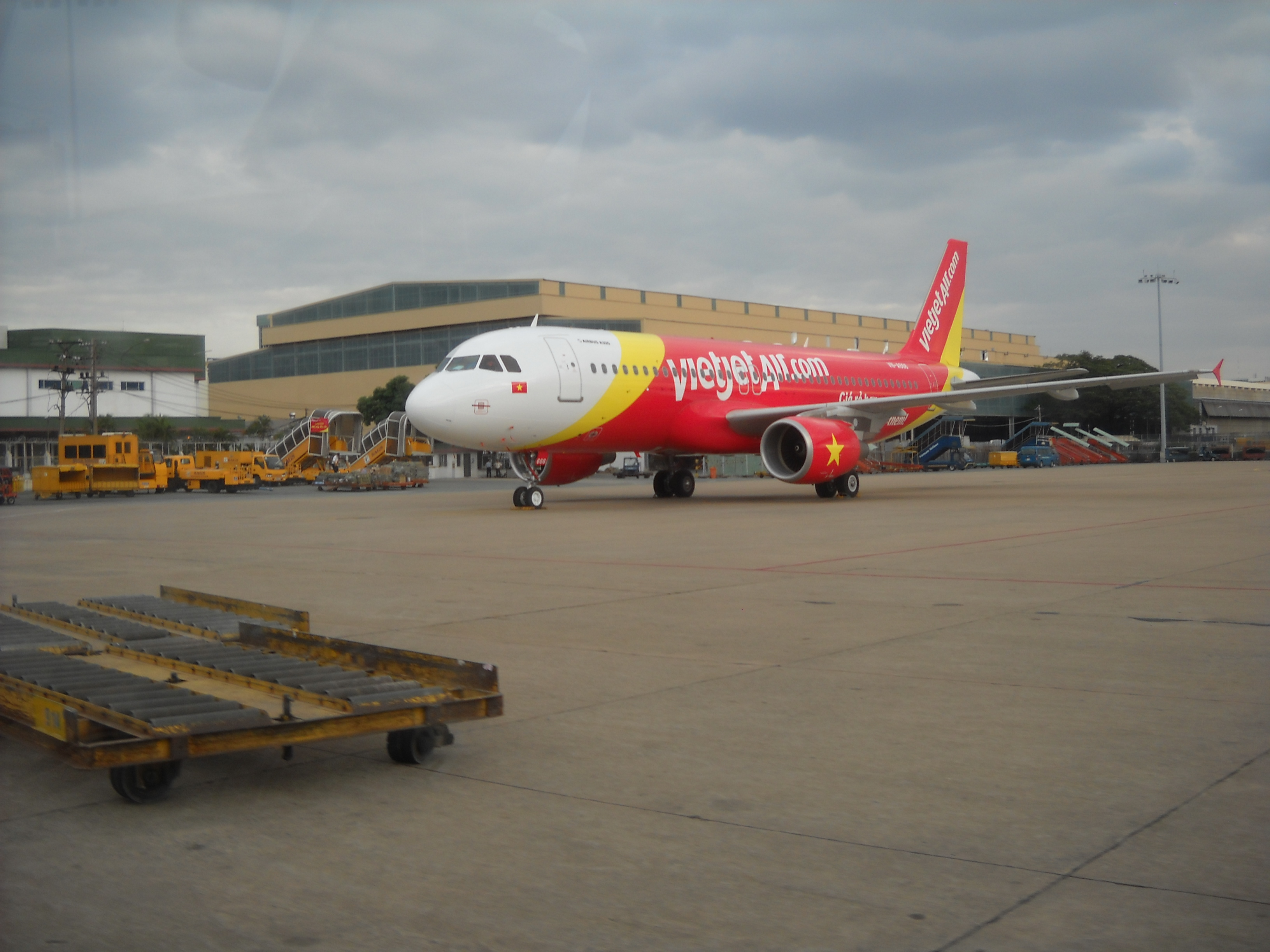
떤선녓 국제공항에서 이동하고 있는 비엣젯 항공의 에어버스 A320-200

비엣젯 항공(영어: VietJet Air 베트남어: Công ty Cổ phần Hàng không VietJet)은 2007년에 설립된 베트남의 저비용 항공사로 과거에 에어아시아의 자회사에 속했다. 노이바이 국제공항과 떤선녓 국제공항이 허브 공항으로 이 외에도 베트남 도시에 취항하고 있으며 2010년에 에어아시아가 30%의 지분을 인수했다. 2011년 에어아시아의 자본철회 결정에 의해 비엣젯 에어 아시아(영어: VietJet Airasia)에서 현재의 사명으로 명칭을 변경했다.

## 운항 노선

### 코드쉐어 협정
- 비엣젯 항공은 다음 항공사와 공동운항 관계를 유지하고 있다.

| - 일본항공 (원월드) - 타이 비엣젯 항공 |

## 보유 기종

### 현재 보유 중인 기종
- 2020년 3월 비엣젯 항공은 다음과 같은 항공기를 보유하고 있다.[4][5]

## 같이 보기
- 타이 비엣젯 항공